# エドマンド・クーパー
エドマンド・クーパー（Edmund Cooper, 1926年4月30日 - 1982年3月11日）はイギリスのSF作家。チェシャー州マープル（現・大マンチェスタ州マープル）生まれ。
戦前、若くして働き始め、職を転々としたのち教師になる。第二次世界大戦中は商船に乗務。戦後にSF短編を書き始め、1958年にはアンドロイドと未来社会を扱った長編第一作『アンドロイド』をアメリカの出版社から発表。この作品は好評で、SF作家として認知された。
福島正実はクーパーの作風について以下のように述べている。「戦後、SF作家をこころざし…（略）世に出る機会を掴んだのは、彼の教養のあるやや古風な文体と、イマジナティブヴな作風とが、えらんだSF的なテーマを非常に新鮮な感じの作品にしたからだろうか。」
他の作品として、破滅ものの『太陽自殺』などがある。短編は、おそらく一編も日本語に翻訳されていない。
リチャード・エイヴァリー(Richard Avery)名義では、もう少し娯楽性の強いSFを書いている。エイヴァリー以外にも幾つかの別名がある。

## 著作リスト

### クーパー名義
- Deadly Image (The Uncertain Midnight) (1958)
  - 『アンドロイド』小笠原豊樹訳、ハヤカワ・SF・シリーズ（1960年）、ハヤカワ文庫SF（1976年）
- Tomorrow's Gift (1959?) 未訳短編集
- Seed of Light (1959?) 未訳
- Voices in the Dark (1960) 未訳短編集
- Transit (1964)
  - 『転位』中尾明訳、ハヤカワ・SF・シリーズ（1970年）
- Tomorrow Game (1965?) 未訳短編集
- All Fool's Day (1966)
  - 『太陽自殺』林克己訳、ハヤカワ・SF・シリーズ（1968年）
- A Far Sunset (1967)
  - 『遥かなる日没』中尾明訳、ハヤカワ・SF・シリーズ（1971年）
- Five to Twelve (1968) ハヤカワ・SF・シリーズ未刊
- News from Elsewhere (1969?) 未訳短編集
- The Last Continent (1969) 未訳
- Sea-Horse in the Sky (1969) 未訳
- Son of Kronk (1970) 未訳
- Kronk (1972) 未訳
- Unborn Tomorrow (1971) 未訳
- Slaves of Heaven (1975) 未訳
- Overman Culture (1977) 未訳
- Prisoner of Fire (1977) 未訳

### リチャード・エイヴァリー名義
- The Expendables Series 「コンラッド消耗部隊」シリーズ（創元推理文庫SF部門）

1. Death Worms of Kratos (1974) 『クレイトスの巨大生物』石田善彦訳（1980年）
2. Rings of Tantalus (1975) 『タンタロスの輪』宮脇孝雄訳（1980年）
3. The War Game of Zelos (1975) 『ゼロスの戦争ゲーム』石田善彦訳（1980年）
4. The Venom of Argus (1976) 『アルゴスの有毒世界』宮脇孝雄訳（1981年）

### マーティン・レスター(Martin Lester)名義
- Black Phoenix (1954) 未訳

### ジョージ・キンリー(George Kinley)名義
- Ferry Rocket (1954) 未訳

### ブロデリック・クエイン(Broderick Quain)名義
- They Shall Not Die (1954) 未訳